# بيليت
بيليت هي مدينة من مدن هايتي. يبلغ عدد سكانها 40,445 نسمة وذلك حسب إحصائيات سنة 2003. يبلغ ارتفاع المدينة عن سطح البحر قرابة 319 متر.